# Купна
Купна (пол. Kupna) — село в Польщі, у гміні Кривча Перемишльського повіту Підкарпатського воєводства.
Населення — 100 осіб (2011).

## Географія
Село розташоване на відстані 4 кілометри на південний схід від центру гміни села Кривча, 15 кілометрів на захід від центру повіту міста Перемишль та 51 кілометри на південний схід від центру воєводства міста Ряшів.

## Історія
Місцева дерев’яна церква Покрови Пресвятої Богородиці була збудована в 1725 р., в 1936 р. налічувала 429 парафіян, належала до парафії Хиринка Порохницького деканату Перемишльської єпархії.
У 1975-1998 роках село належало до Перемишльського воєводства.

## Демографія
- 1785 — 225 греко-католиків, 47 римо-католиків, 5 юдеїв
- 1840 — 233 греко-католики
- 1859 — 290 греко-католиків
- 1879 — 320 греко-католиків
- 1899 — 323 греко-католики
- 1926 — 318 греко-католиків
- 1938 — 394 греко-католики (нема інформації про вірних інших конфесій)
- 1939 — 510 мешканців, з них 390 українців-грекокатоликів, 30 українців-латинників, 20 поляків, 30 польських колоністів міжвоєнного періоду і 20 євреїв[3]

Демографічна структура станом на 31 березня 2011 року:
|          | Загалом | Допрацездатний вік | Працездатний вік | Постпрацездатний вік |
| -------- | ------- | ------------------ | ---------------- | -------------------- |
| Чоловіки | 49      | 10                 | 33               | 6                    |
| Жінки    | 51      | 12                 | 26               | 13                   |
| Разом    | 100     | 22                 | 59               | 19                   |